# استان‌های لائوس
لائوس ۱۶ استان (qwang) و یک بخش (Nakhonluang ViengChan) دارد که شامل وینتیان، پایتخت این کشور است.
هر استان به شهرستان (muang) و سپس دهستان (baan) تقسیم می‌گردد.
| شماره | استان‌ها       | مرکز           | مساحت (ک.م. مربع) | جمعیت   |
| ----- | ------------- | -------------- | ----------------- | ------- |
| ۱     | آتاپیو        | آتاپیو         | ۱۰٬۳۲۰            | ۱۱۴٬۳۰۰ |
| ۲     | بوکئو         | یان هوآی‌سای    | ۶٬۱۹۶             | ۱۴۹٬۷۰۰ |
| ۳     | بولیکام‌سای    | پاکسان         | ۱۴٬۸۶۳            | ۲۱۴٬۹۰۰ |
| ۴     | چامپاساک      | پاکسه          | ۱۵٬۴۱۵            | ۵۷۵٬۶۰۰ |
| ۵     | هوآپان        | سام نیا        | ۱۶٬۵۰۰            | ۳۲۲٬۲۰۰ |
| ۶     | کاموآنه       | تاکک           | ۱۶٬۳۱۵            | ۳۵۸٬۸۰۰ |
| ۷     | لوآنگ نامتا   | لوآنگ نامتا    | ۹٬۳۲۵             | ۱۵۰٬۱۰۰ |
| ۸     | لوآنگ پرابانگ | لوآنگ پرابانگ  | ۱۶٬۸۷۵            | ۴۰۸٬۸۰۰ |
| ۹     | اودوم‌سای      | موآنگ سای      | ۱۵٬۳۷۰            | ۲۷۵٬۳۰۰ |
| ۱۰    | پونگسالی      | پونگسالی       | ۱۶٬۲۷۰            | ۱۹۹٬۹۰۰ |
| ۱۱    | ساینیابولی    | ساینیابولی     | ۱۶٬۳۸۹            | ۳۸۲٬۲۰۰ |
| ۱۲    | سالاوان       | سالاوان        | ۱۰٬۶۹۱            | ۳۳۶٬۶۰۰ |
| ۱۳    | ساوان‌ناکت     | ساوان‌ناکت      | ۲۱٬۷۷۴            | ۷۲۱٬۵۰۰ |
| ۱۴    | سکونگ         | سکونگ          | ۷٬۶۶۵             | ۸۳٬۶۰۰  |
| ۱۵    | بخش وینتیان   | وینتیان        | ۳٬۹۲۰             | ۷۲۶٬۰۰۰ |
| ۱۶    | استان وینتیان | موآنگ پون-هونگ | ۱۵٬۹۲۷            | ۳۷۳٬۷۰۰ |
| ۱۷    | سیانگ‌کوآنگ    | پونساوان       | ۱۵٬۸۸۰            | ۳۷٬۵۰۷  |